# 巴迪·霍恩
巴迪·霍恩（英語：Buddy Horne，1933年10月4日—），加拿大男子冰球运动员，场上位置是前锋。他曾代表加拿大参加1956年冬季奥林匹克运动会冰球比赛，获得一枚铜牌。